# 高效率馬達
高效率馬達即符合2003年台灣公告之CNS14400（低壓三相鼠籠式感應馬達）效率標準之馬達。效率涵蓋範圍在0.37kW到200kW。
馬達銘牌，標示IE3、IE4或IE5能源效率等級，IE6為目前馬達能源效率最高等級。
2023年7月，歐盟要求75kW以上的馬達，須符合IE4能源效率標準。2025年7月，台灣要求75kW以上的馬達，須符合IE4能源效率標準。

## 各國馬達效率標準
世界各國有訂定馬達單體能源效率標準的有美國、加拿大、墨西哥、澳大利亞、紐西蘭、台灣、泰國、中國、越南、以色列、哥斯大黎加、巴西和智利等國，而歐盟和日本雖有訂定標準但採取自願性遵守。
與台灣CNS14400同等效率標準有美國的EPAct-1997、加拿大的CSA-380-98、澳大利亞和紐西蘭的AS/NZS-1359.5(2006)、歐盟的CEMEP-eff1(1999)、日本的JIS C4212。

## 各國推動馬達效率計畫
各國推動馬達能源效率的計畫一般統稱為馬達挑戰計畫（MCP：Motor Challenge Program），美國為美國能源部的Best Practice計畫，歐洲為CEMEP（European Committee of Manufacturers of Electrical Machines and Power Electronics），韓國KEMCO（Korea Energy Management Cooperation），在台灣則為經濟部能源局的高效率馬達應用技術開發與推廣計畫高效率馬達資訊交流網站，這也是各國推動最低能源效率標準（MEPS）中很重要的一項。國際能源署（IEA）能源效率與環境部門的Paul Waide於2007年6月11日於中國北京由國際銅業協會（中國）所舉辦的第五屆全球電機電子論壇（EEMODS 2007）報告中，說到終端電力消費有40%是用在馬達上，因此馬達效率的提昇就關乎各國能源使用效率是否能提昇的關鍵。
歐盟執委會（European Commission）針對節約能源，也提出一份高效率馬達及驅動器的研究報告。此份報告由歐盟執委會出資，結合6 個歐盟國家的研發單位，包括ISR-UC（葡萄牙）、ETSU（英國）、FhG-ISI（德國）、EDF（法國）、ENEL（義大利）、NESA（丹麥）共同研究。主要的目的，在調查歐盟中各工業領域馬達電力的用戶、評估使用高效率馬達(Energy-Efficient Motors)及變頻器在節能上的潛力、驗證有潛力節能機會的經濟性、找出各工業領域，在節能上，技術及市場的障礙，克服障礙的方法、建立馬達應用資料庫給終端用戶等等。高效率馬達及變頻器的使用，當然對節能上相當有幫助，如果再將以下的因素，一併考慮進去結果會更好，例如 : 整體馬達系統的設計改善、高效率的終端系統 (如幫浦、空壓機) 、高效率的傳動系統、高品質的設備維護、選用適當的馬達規格等等。然而高效率馬達及變頻器的推廣使用，亦存在一些障礙，這主要都是一些非技術性的問題，例如 : 安全上的考量、停機時間長短、或是設備擁有者並非使用者等等，不過此等問題均可透過教育的手段，推廣或經濟上的誘因，方可有效獲得解決。

### 美國能源部的Best Practice
美國Best Practice計畫主要是在美國能源部(DOE)工業科技計畫(Industrial Technologies Program)之下，主要在提供工廠能源改善的案例作為節能的參考。工業科技計畫包含了最佳範例(Best Practice)、工業技術研究和發展(Industrial Technologies R&D)和橫向技術(Crosscutting Technologies)。Best Practice中含蓋了馬達(Motor)、幫浦(Pump)、風扇(Fan)、空壓機(Air Compressor)、蒸氣鍋爐和熱製程(Steam,Process Heating)，其作法主要有辦理訓練、工廠評估和提供效率提昇節能方式。

### 歐盟CEMEP
歐盟的電子機器和功率電子設備和系統製造商(CEMEP)) （页面存档备份，存于），在1991年1月1日正式成立，成員主要來各製造商協會。CEMEP由秘書會(General Secretariat)主持，技術委員會(Technical Board)為直接附屬的委員會，轄下分為動力(Motive Power)及電源供應(Power Supply)兩大項，其中動力(Motive Power)又分為馬達(Motor)及驅動器(Variable Speed Driver)兩部分。馬達有交流低電壓馬達(LV-A.C. Motors)及高電壓馬達(HV Motors)的兩個工作小組(WG：Work Group)，驅動器(Variable Speed Driver)則有一個驅動器工作小組(WG Variable Speed Driver)，電源供應則有不斷電系統工作小組(WG UPS)。

## 馬達效率提昇方法
馬達效率的提昇主要方法有：降低定子電磁損失、降低轉子電磁損失(使用高導磁矽鋼片、矽鋼片減薄)、降低導線電阻損失(改善導線充填、改善導線電阻)、降低摩擦和風阻(改善風扇效率)、降低雜散損失(改善導線、改善溝槽設計)。這部分除了可參考高效率馬達資訊交流網站之外，也可參考成功大學馬達科技研究中心之馬達科技資訊知識庫數位學習網，網站除了一般性的介紹，也有較細部的技術性討論內容。

## 提高馬達運轉用電效率方法
提高馬達運轉用電效率方法有：選擇合適的馬達、採用變頻或變速裝置、改善功率因素。

### 選擇合適的馬達
選擇合適的馬達（提昇運轉效率）主要是馬達馬力大小要與負載匹配。匹配不合適則有馬達過載運轉和馬達在低負載低效率狀況下運轉。馬達一般會有容忍的過載範圍，在各國馬達標準中也有說明馬達性能效率量測時的運轉條件（包含環境和方法），但一般馬達雖會標示其效率值，但其值表示其在最佳運轉狀況下之效率，在最佳運轉狀況外，像是負載條件變動或環境溫度變動，無論是負載變動增減或是環境溫度升降，離了最佳運轉效率條件馬達的效率就開始下降，但一般效率下降會有其平滑還可接受的範圍，一旦超過了可接受的範圍可能負載就需要以其他在此條件為較佳之運轉效率馬達來取代。一般常見馬達馬力過大主要是工程上預留裕度，而馬達過負載運轉是實用時超過工程設計而未變更較大馬力的馬達，順帶一題，工程設計在理論馬力推算時，一般也會出現其馬力數並無實際可使用的馬達，如6.1hp，除非特別設計不然無法取得剛好的馬達，但通常影響不是很大，可以將推算馬力數所屬上下兩個馬力的馬達進行推算就可得到應使用那個馬達較佳。

### 變動負載時採用變頻器或變速器
除了定負載以外，一般馬達常會遇到負載變動的狀況，因此馬達常不能在最佳運轉點運行，採用變頻器或變速器可以使馬達依負載條件進行調節調速，間接能讓馬達節能或在比不使用變頻器時較佳的效率狀況下運轉，使馬達運轉在做佳的狀態下，目前馬達有的必須要外加變頻器或變速器，也有一體生產的，而有時在使用變頻器或變速器也必須考慮馬達是否能符合其運轉要求，例如馬達驅動幫浦運轉，但幫浦流量太大時必須採用節流閥，這時馬達的用電和全負載相同，若加上變頻器，雖然變頻器本身會耗費一些電力，卻能使馬達能在耗費較低電力下運轉，進而促成節能並比原本不使用變頻器情況時在較佳的效率狀況下運轉。

### 改善馬達功率因素
由於感應馬達是電感應負載，因此功率因素較低，而提高感應馬達功率因素主要有並聯電容器和提高其本身功率因素，一般提高本身功率因素是採用Y-三角啟動。

### 重新考量負載需求容量
和選擇合適馬達一樣，除了馬達本身會留下工程裕度外，每個系統和其單元本身也都會有裕度考量，因此產生相乘的效果而造成馬達負載過低的現象，也連帶影響到效率，因此要改善馬達效率，負載系統本身也是一項重要的考量因素。

## 常見馬達效率低的例子

### 無同樣備品
假設系統效率最高狀態下，一般使用馬達時，由於使用者多使用一種以上的馬達，因此通常不太會去預備一個備用馬達，所以當馬達故障了，除非能即時取得相同的馬達更換，不然通常會拿一個代用品頂替，而為了使用上的安全，代用品可能比原有馬力數大，但不管如何，由於降低了停工的時間，所以先用了再說，以至於持續使用了不當的馬達，影響了系統的效率。

### 馬達重繞
接上述例子，原有的馬達可能會買新的或拿去重繞，而馬達若是重繞，通常馬達的效率都會比故障前的低，而一般重繞又很少去了解重繞後的效率、用電成本是否會比買新的划算。最好是有能力進行標準化的修復和測試工作。

### 送修馬達沒換回
如果是有維修可以送修，回來後應該是要立刻換回來，但有時為了降低停工再次造成衝擊而一直等待機會更換，甚至反而變為備品，想等到馬達再次故障再換回來。

### 人員輪調
而很多時候，使用者若是輪調或換人，在交接時又沒說清楚，結果下次故障時又根據使用的馬達銘版資料(其實是代用品的馬達)換上另一個馬力更大的馬達，結果就造成馬達馬力再次往上調，這種狀況下，馬達的效率可能很快處於低負載低效率區，造成比原本馬達用電更大。

## 外部連結
- 歐盟馬達與變頻器管制 （页面存档备份，存于）